# Суйнин (Шаоян)
Суйни́н (кит. упр. 绥宁, пиньинь Suíníng) — уезд городского округа Шаоян провинции Хунань (КНР).

## История
Во времена империи Сун в 1081 году был создан уезд Шичжу (莳竹县). В 1103 году он был переименован в Суйнин.
После образования КНР в 1949 году был создан Специальный район Хуэйтун (会同专区), и уезд вошёл в его состав. 2 сентября 1952 года Специальный район Хуэйтун был расформирован, и уезд перешёл в состав Специального района Чжицзян (芷江专区), который уже 13 ноября был переименован в Специальный район Цяньян (黔阳专区).
В 1958 году уезд Суйнин был передан в состав Специального района Шаоян (邵阳专区).
В 1970 году Специальный район Шаоян был переименован в Округ Шаоян (邵阳地区).
Постановлением Госсовета КНР от 8 февраля 1983 года был расформирован округ Шаоян и образован городской округ Шаоян, однако уже 13 июля это решение было отменено. Постановлением Госсовета КНР от 27 января 1986 года округ Шаоян вновь был преобразован в городской округ.

## Административное деление
Уезд делится на 8 посёлков, 1 волость и 8 национальных волостей.